# Zuidasdok
Het project Zuidasdok betreft het in een tunnel leggen van Ringweg A10 ter hoogte van de Amsterdamse stadswijk Zuidas. Het heeft tot doel de bereikbaarheid en het leefklimaat van het gebied er direct omheen en ook de noordelijke Randstad, zowel over de weg als met het openbaar vervoer, te verbeteren. De bedoeling is dat de barrièrewerking van de snelweg weggenomen wordt.
De A10 wordt over een lengte van ruim 5 km verbreed met extra rijstroken tussen en met inbegrip van de knooppunten De Nieuwe Meer en Amstel (twee keer zes rijstroken: vier rijstroken voor doorgaand verkeer en twee rijstroken voor bestemmingsverkeer). De wegcapaciteit wordt hiermee verdubbeld en conflicten tussen in- en uitvoegend verkeer worden verminderd. De A10 wordt in het hart van Zuidas over ongeveer een kilometer in beide richtingen ondergronds gebracht.

## Openbaar vervoer
Het bestaande station Amsterdam Zuid voor trein en metro blijft (voorlopig) bovengronds en zal niet langer ingeklemd worden tussen de rijbanen van de A10 en kan worden uitgebreid zodat het de groei van het aantal reizigers kan verwerken. Door toevoeging van sporen groeit dit station uit tot het tweede station van Amsterdam in grootte.
Op het dak van de A10 worden nabij het station respectievelijk een bus- (aan de noordzijde) en een tramstation (aan de zuidzijde) aangelegd. Vanuit het tram- en busstation kunnen reizigers de treinen en metro's bereiken via een nieuw aan te leggen passage onder het spoor door (de Brittenpassage). Om de oorspronkelijk kruisende loopstromen van metro- en treinreizigers en passanten te scheiden, worden de metroperrons van de oostzijde naar de westzijde verplaatst.
De aanleg van de Brittenpassage maakt dat doorgaand metroverkeer vanaf Station Zuid richting Amstelveen niet langer mogelijk is. Op deze plaats lag tot maart 2019 de Amstelveenboog, de verbindingstunnel van Station Amsterdam Zuid naar de Buitenveldertselaan. De verwijdering van de Amstelveenboog maakt een verlenging van de metrolijn 52 richting Amstelveen op maaiveldniveau onmogelijk.
Metro/sneltramlijn 51 is daarom verbouwd tot stadstramlijn met lagevloertrams met Station Zuid als eindhalte (de Amsteltram). Toch blijft in de ondergrond nog altijd ruimte gereserveerd voor een mogelijke verlenging van metrolijn 52 richting Amstelveen, voor het geval ook het station Amsterdam Zuid in de toekomst ondergronds zou worden gebracht. Ook bestaat er theoretisch nog een mogelijkheid een boog boven het maaiveld als fly-over aan te leggen.

## Besluitvorming
Bij de start van het project was er bijna 1,4 miljard euro mee gemoeid, inclusief de knooppunten is dat 1,9 miljard. Het Rijk neemt 979 miljoen euro voor zijn rekening, Amsterdam 201 miljoen euro, de Stadsregio Amsterdam 130 miljoen en de provincie Noord-Holland 75 miljoen euro.
Op 9 februari 2012 hebben de gemeente Amsterdam, Provincie Noord-Holland en het Rijk een akkoord gesloten om het project te realiseren. Van 12 maart tot en met 22 april 2015 lagen het ontwerptracébesluit (OTB), het ontwerpbestemmingsplan (OBP) en de projectMER (milieueffectrapport) voor Zuidasdok ter inzage. Er zijn 131 zienswijzen over het ontwerptracébesluit en 45 zienswijzen over het ontwerpbestemmingsplan ingediend.
Eind april 2015 startte de aanbestedingsprocedure. Er waren twee consortia die meedingen naar de opdracht: een combinatie van BAM, VolkerWessels en TBI en een combinatie van Fluor, Heijmans en Hochtief.
In maart 2016 heeft minister Schultz van Haegen van Infrastructuur en Milieu het tracébesluit ondertekend.
In februari 2017 werd het project gegund aan ZuidPlus, een combinatie van Heijmans uit Nederland, Fluor uit de Verenigde Staten en Hochtief uit Duitsland. Het rijk trekt hiervoor 990 miljoen euro uit. Het gaat om een van de grootste infrastructurele projecten van Nederland. De werkzaamheden zijn in maart 2019 begonnen en het project zou rond 2028 moeten worden opgeleverd.
In mei 2019 bleek dat de kosten van de bouw 100 miljoen hoger worden dan begroot en dat de bouw een jaar langer gaat duren. Dit omdat het project complexer en risicovoller is dan eerder gedacht.
Omdat de bouw zeker twaalf jaar gaat duren vrezen diverse bedrijven en bewoners in de omgeving voor langdurige bouwoverlast. Ook het verkeer zal de nodige overlast gaan ondervinden tijdens de bouwwerkzaamheden.
Als gevolg van de stijgende kosten en de toenemende vertraging van het project heeft de minister van Infrastructuur en Waterstaat in juli 2019 een onderzoek gelast naar 'nut en noodzaak' van het project. In juni 2019 ontstond er een conflict tussen de opdrachtgevers en de bouwers over de aanpak van het werk, waarna een groot aantal bouwvakkers en ontwerpers van het project werd teruggetrokken. Een vergelijking met de bouw van de metro-Noord/Zuidlijn, waarvan de bouw 13 jaar langer duurde dan gepland en 1,7 miljard euro duurder werd dan begroot, dringt zich al op.
Door de voornoemde problemen kwam de realisatie van het project op losse schroeven te staan. In september 2019 kondigde de minister van Infrastructuur en Waterstaat aan het project Zuidasdok te heroverwegen.
Besloten werd dat het project in delen opnieuw werd aanbesteed. De planning schoof hierbij op waarbij men uitging van oplevering van de laatste delen in 2036.
Op 14 november 2022 werd bekendgemaakt dat de gemeente Amsterdam een deal heeft met het Rijk over de bekostiging van enkele grote projecten, waaronder de verlenging van de Noord/Zuidlijn van Station Zuid naar Schiphol en Hoofddorp. Voorts komt er geld vrij voor het afmaken van het Zuidasdok. Ook zou de Ringspoorbaan vanaf Station Amsterdam Sloterdijk worden uitgebreid tot aan een nieuw Station Haven-Stad / 'Hemknoop' (dus nog niet verder tot aan het Centraal Station). Er wordt nog onderzoek gedaan naar het uiteindelijke tracé naar Schiphol en Hoofddorp. Op zijn vroegst zou in 2028 gestart kunnen worden met de bouw hiervan, die circa tien jaar zou moeten duren. De kosten van de verlenging van de Noord/Zuidlijn van Station Zuid naar Schiphol en Hoofddorp bedragen zeker 3,3 miljard euro.
Het gehele pakket aan maatregelen bedraagt totaal 5,4 miljard euro, waarvan het Rijk 4,1 miljard euro betaalt en regionale partijen samen 1,3 miljard euro bijdragen. Amsterdam draagt voor 600 miljoen bij, terwijl Schiphol 100 miljoen euro betaalt. Ook de Vervoerregio Amsterdam, provincie Noord-Holland, NS, KLM, projectontwikkelaar SDAC en de gemeente Haarlemmermeer nemen deel aan het project.
Uit de Miljoenennota van september 2023 bleek dat van de 2,7 miljard euro van het Rijk nog maar zo'n 900 miljoen euro was overgebleven. Dat heeft voor een belangrijk deel te maken met bezuinigingen vanuit het Rijk, die 1,3 miljard euro uit het potje halen. Hierdoor is de voortgang van het project onzeker geworden.
Op 21 december 2023 maakte de minister van Infrastructuur en Waterstaat bekend dat de kosten van het Zuidasdok mogelijk met nog weer circa 800 miljoen euro kunnen stijgen als gevolg van hogere materiaalkosten en logistieke tegenvallers.
Op 3 september 2024 werd het contract voor de aanleg van de A10 Zuid-tunnel (bijna € 900 miljoen) definitief gegund aan Van Hattum en Blankevoort, onderdeel van VolkerWessels.

## Planning Zuidasdok
Stand september 2021.
- 2019: start bouw tunnels, verbreding A10 Zuid, uitbreiding station Amsterdam Zuid en herinrichting knooppunten Amstel en De Nieuwe Meer;
- 2027: ingebruikname nieuwe stationspassage (Brittenpassage);
- 2031: nieuwe busstation E. van Beinumstraat gereed; ingebruikname verbrede stationspassage (Minervapassage); herinrichting knooppunt De Nieuwe Meer gereed; tramstation A. Schönberglaan gereed;
- 2033: herinrichting knooppunt Amstel gereed;
- 2034: zuidelijke A10-tunnel gereed;
- 2035: noordelijke A10-tunnel gereed;
- 2036: Vivaldipassage gereed; en afbouw station Amsterdam Zuid gereed.[13]